# Fernández (Argentina)
Fernández es una localidad de la provincia de Santiago del Estero, Argentina. Es la cabecera del departamento Robles, en el centro de la provincia. Es conocida como «Capital del Agro Santiagueño» dado que su principal sustento económico se basa en la agricultura. Fue fundada por don Jesús María Fernández el 26 de julio de 1890, en coincidencia con la llegada del primer tren de la línea Sunchales, hoy Ferrocarril Mitre.
Sus principales actividades económicas son la ganadería, agricultura y la forestación.
El fernandence más famoso fue Luis Galván, un futbolista surgido del Club Atlético Independiente de Fernández, que ganó la Copa del Mundo Argentina de 1978.[cita requerida]

## Población
Contaba con 12,886 habitantes (Indec, 2010), lo que representa un incremento del 10,3 % frente a los 11,681 habitantes (Indec, 2001) del censo anterior. Esta magnitud la sitúa como el 5º aglomerado de la provincia.[cita requerida]
| Gráfica de evolución demográfica de Fernández entre 1960 y 2010 |
|                                                                 |
| Fuentes: INDEC                                                  |

## Geografía
- Altitud: 151 m s. n. m.
- Latitud: 27º 55' 00" S
- Longitud: 63° 53' 60" O

## Parroquias de la Iglesia católica en Fernández
| Diócesis  | Santiago del Estero        |
| --------- | -------------------------- |
| Parroquia | Nuestra Señora del Rosario |

## Personalidades
- Luis Galván, futbolista campeón del mundo.
- Ricardo Leguizamón, político.
- Guido Aballay, futbolista con paso por Atlético Tucumán y el fútbol boliviano.